# Alien Love Secrets
Alien Love Secrets ist der zweite Extended-Play-Tonträger des US-amerikanischen Rockmusikers Steve Vai. Die EP erschien im März 1995 unter dem Label Relativity Records und belegte Platz 125 der Billboard 200 und blieb 2 Wochen in den Charts.

## Trivia
Laut Vai wurde die EP mit minimaler Instrumentenbesetzung (Gitarre, Bass, Schlagzeug und Keyboard) innerhalb von sechs Wochen aufgenommen, da Vai die Aufnahme-Sessions für Fire Garden zu lange dauerten und daher die EP vor Fire Garden veröffentlicht wurde. Namhafte Stücke der EP sind Bad Horsie, welches Gitarrenpassagen aus dem Film Crossroads – Pakt mit dem Teufel enthält und sich durch die enorme Gitarren- und Soundfertigkeit auszeichnet. Juice weist wieder die bekannte Komplexität auf und wurde auf dem PlayStation Spiel Formula 1 verwendet. Ya-Yo Gakk ist eine Call and Response-Interaktion zwischen Vais Sohn Julian und Vais Gitarrenspiel. Tender Surrender gehört zu Vais populärsten Songs und weist ebenso einen hohen Schwierigkeitsgrad wie Vielfältigkeit auf und wurde von der Jimi-Hendrix-Komposition Villanova Junction Blues inspiriert. Der Song The Boy from Seattle ist eine Hommage an Hendrix. Er basiert auf dem Thema von dessen Stück Wait 'till Tomorrow. Das bereits als Mitglied der Band um David Lee Roth entwickelte Markenzeichen der Sprach- und Laute-Imitation kommt auf Alien Love Secrets mehrfach zum Einsatz: als Pferdewiehern, Babygebrabbel und „Alien-Dialog“.

## Titelliste
Alle Songs wurden von Steve Vai komponiert.
1. Bad Horsie – 5:50
2. Juice – 3:44
3. Die to Live – 3:53
4. The Boy from Seattle – 5:04
5. Ya-Yo Gakk – 2:52
6. Kill the Guy with the Ball / The God Eaters – 7:02
7. Tender Surrender – 5:01

## Chartplatzierungen
| ChartsChartplatzierungen       | Höchstplatzierung | Wochen |
| ------------------------------ | ----------------- | ------ |
| Vereinigte Staaten (Billboard) | 125 (2 Wo.)       | 2      |
| Vereinigtes Königreich (OCC)   | 39 (2 Wo.)        | 2      |

## Alien Love Secrets DVD, VHS
Alien Love Secrets ist die erste Solo DVD von Steve Vai und erschien im September 1997 unter seinem eigenen Label Favored Nations Entertainment.

### Titelliste
1. Bad Horsie[9]
2. Juice
3. Die to Live
4. The Boy from Seattle
5. Kommentare von Steve Vai
6. About Steve
7. Diskogragie von Steve Vai
8. Fire Garden EPK
9. Über diese DVD